# جالوت (سيارة)
Goliath-Werke Borgward & Co. شركة تصنيع سيارات ألمانية بدأها كارل بورجوارد وWilhelm Tecklenborg في عام 1928، وكان جزءًا من مجموعة بورجوارد. يقع مقر الشركة في بريمن وتخصصت في السيارات والشاحنات ذات الثلاث عجلات والسيارات المتوسطة الحجم. تم بيع سياراتهم تحت العلامة التجارية جالوت.

## التاريخ المبكر

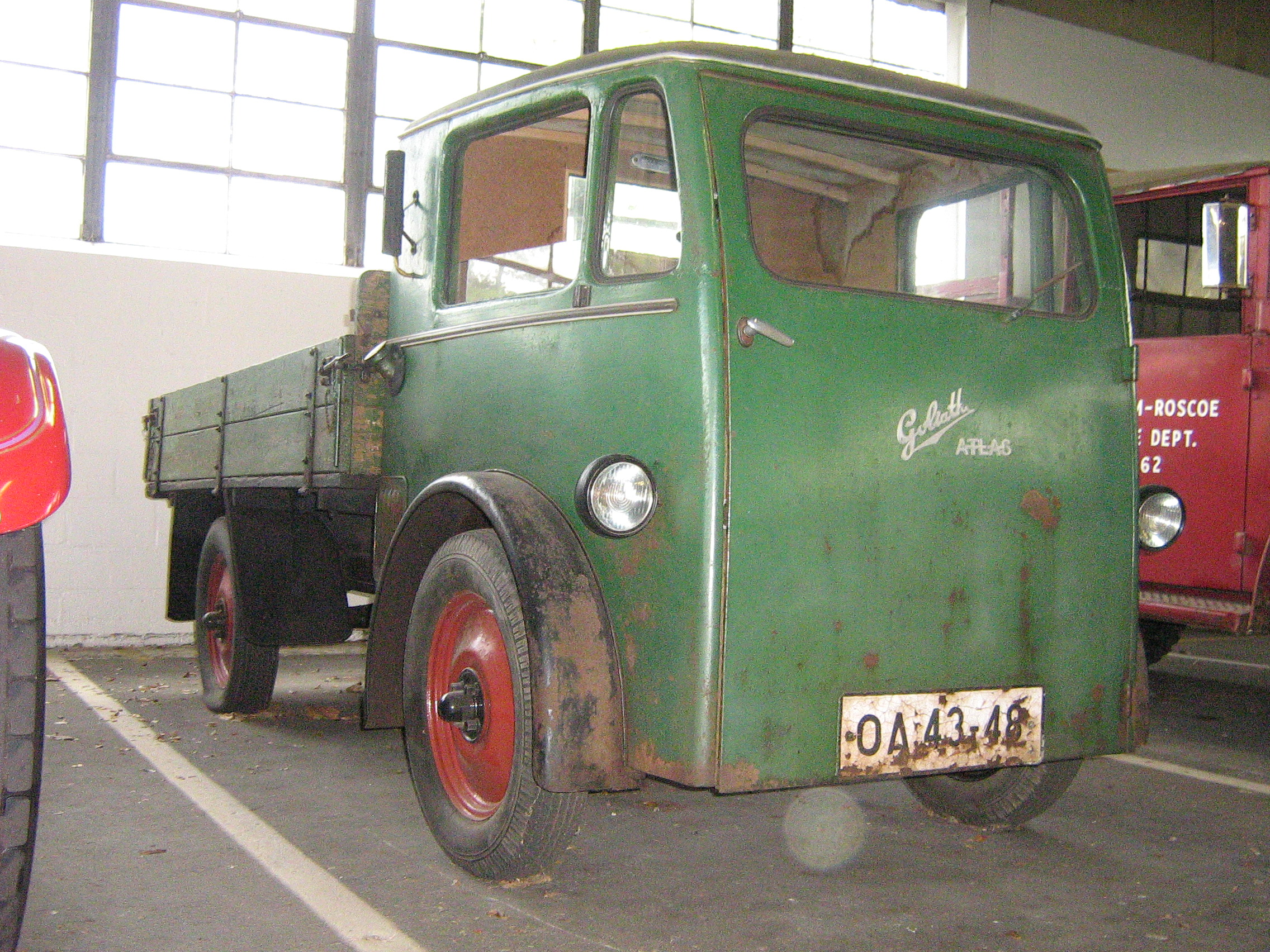
أطلس جالوت (1934)

كانت النماذج الأولى عبارة عن شاحنات بثلاث عجلات مستمدة من Blitzkarren التي تعتمد على الدراجات النارية وGoliath Rapid وStandard التي تم بناؤها سابقًا بواسطة بورجوارد.
في عام 1926 ظهرت شاحنة Goliath K1 للشحن بأربع عجلات بكابينة مفتوحة، تليها سيارة 1929 Goliath Express، ومع كابينة السائق المغلقة 1932 Goliath Atlas، والتي تم بيعها أيضًا باسم هانزا-الويد اطلس.

## النهاية
من عام 1958، تم بيع طرازات جالوت 1100 تحت العلامة التجارية هانزا؛ أرادت مجموعة بورجوارد التقليل من أهمية المحرك ثنائي الشوط والثلاث عجلات.
بعد ثلاث سنوات، في عام 1961، انهارت مجموعة بورجوارد.

## روابط خارجية
- بورجوارد- IG
- نادي جالوت للمحاربين القدامى
- جالوت كاروورلد
- جالوت على 3-wheelers.com
- نماذج مقياس جالوت